# Bosra
Bosra (arabiska بصرى الشام, Busra ash-Sham) är en stad i landskapet Hauran i södra Syrien. Den ligger i provinsen Dara och hade 19 683 invånare vid folkräkningen 2004.
Gamla staden i Bosra och amfiteatern upptogs 1980 i Unescos världsarvslista.

## Historia
Bosra, som förekommer i Bibeln under namnen Astaroth och Boestra, var fordom en stor och befäst stad i syriska landskapet Auranitis (nuvarande Hauran), sydost om Damaskus, samt medelpunkten för gudinnan Astartes dyrkan. Den erövrades av Alexander den store 332 f.Kr., av Judas Makkabeus 150 f.Kr. och senare av romarna. Trajanus kallade staden Trajana Bostra. Bosra spelade en stor roll under kristendomens första tid och 244 hölls där ett kyrkomöte. Under hela romartiden rådde i staden stort ekonomiskt uppsving. På Filip Arabens tid (244–249) blev Bosra biskopssäte och sedermera säte för ärkebiskopen av Arabien. På 300-talet stod Bosra på höjden av sin makt och glans, och ännu under medeltiden var staden en viktig fästning och marknadsplats. Jordbävningar och vanstyre ledde därefter till en nedgång i stadens betydelse. Staden spelade en stor roll som viktig rastplats för pilgrimer på väg till Mecka.

## Landmärken
Den mest intressanta platsen i området i dag är den berömda amfiteatern som byggdes under andra århundradet e.Kr. Den har plats för femtontusen åskådare och anses vara den vackraste och mest välbevarade av alla romerska amfiteatrar i världen. Scenen är 45 meter bred och 8 meter djup. Teatern används fortfarande och varje sommar uppträder arabiska och internationella artister på scenen. I staden finns mängder av ruiner från romartiden, resterna av en bysantinsk kyrka, liksom en moské som sägs ha byggts på den plats där profeten Muhammeds kamel stannade för att vila samt ytterligare en moské från islams första tid. En muslimsk fästning som dateras tillbaka till Ayoubit- och Mamlukperioden finns fortfarande kvar. Här finns vidare återstoderna av murar och en stor bassäng 155x122 meter från nabatéernas tid, en romersk triumfbåge från 200-talet , ett nabateiskt tempel från första århundradet samt en bysantinsk katedral från 300-talet.